# Личность. Культура. Общество
«Личность. Культура. Общество» — международный научно-теоретический, междисциплинарный журнал социальных и гуманитарных наук. Издаётся в Москве с 1999 года под эгидой Российской
академии наук, Национальной академии наук Беларуси, Национальной академии наук Украины. Единственный в России и странах СНГ журнал, выходящий под официальной эгидой вышеуказанных национальных академий наук.
Соиздатели: Институт философии РАН, Ивановский государственный университет, Рязанский государственный радиотехнический университет, Омский государственный университет им. Ф. М. Достоевского, Нижегородский государственный университет им. Н. И. Лобачевского, кафедра общей социологии и социальной работы, Независимый институт гражданского общества.
В рамках журнала организовано 36 общественных советов, созданных на базе региональных ВУЗов.
Периодичность журнала — 2 раза в год (сдвоенные выпуски). Журнал входит в рекомендательный Список российских научных журналов ВАК Минобрнауки России с 2007 года.
На страницах журнала впервые в России были опубликованы переводы работ классиков социологии, политологии, культурологии, философии, теории управления. Всего было опубликовано более восьмидесяти переводов, осуществлённых по заказу редакции, в том числе работы Г. Бейтсона, Э. Бёрджесс, М. Бубера, М. Вебера, А. Гелена, И. Гофмана, К. Клакхона, Г. Когена, К. Леви-Стросса, Р. Линтона, Р. Д. Маккензи, Б. Малиновского, Т. Х. Маршалла, Дж. Г. Мида, Г. Моска, Р. К. Мертона, Т. Парсонса, В. Парето, Р. Э. Парка, Ф. Ратцеля, А. Радклифф-Брауна, Г. Саймона, Э. Тирикьяна, Л. А. Уайта, Дж. Фейблмана, Р. Фирта, Ю. Хабермаса, А. Шютца.
Публикуются работы современных зарубежных и российских авторов: К. Э. Разлогова, В. М. Межуева, В. А. Тишкова, В. А. Ядова, В. Ж. Келле, В. Л. Рабиновича.
Междисциплинарный характер журнала позволяет дискутировать философам, политологам и социологам, культурологам и историкам, создавая пространство для творческого диалога, развития гуманитарной и социальной мысли.

## Редакционная коллегия
- Главный редактор – д.филос.н., проф. Ю.М. Резник (Москва, ИФ РАН).[2] Заместители главного редактора: З.Х. Саралиева (Нижний Новгород, ННГУ); Н.А. Степанов (Рязань, РГРТУ); В.В. Щербина (Москва, ИС РАН).  Ответственный секретарь: А.С. Алехнович (Москва).
- Члены редколлегии: Секция философии: д.филос.н., проф. В.Н. Белов (Москва, РУДН); д.филос.н., проф. Ю.Д. Гранин (Москва, ИФ РАН); к.филос.н. И.Ф. Михайлов (Москва, ИФ РАН); д.филос.н., проф. А.Л. Никифоров (Москва, ИФ РАН); д.филос.н., проф. С.Б. Роцинский (Москва, РАНХиГС); д.филос.н., проф. И.Я. Свирский (Москва, ИФ РАН), д.филос.н., проф. С.А. Смирнов (Новосибирск, НГУЭУ).  Секция социологии: д.филос.н., проф. А.М. Бекарев (Нижний Новгород, НИУ ННГУ им. Н.И. Лобачевского); д.социол.н., проф. А.Б. Гофман (Москва, НИУ-ВШЭ); к.социол.н., доц. В.Г. Николаев (Москва, НИУ-ВШЭ); д.социол.н., проф. Л.А. Паутова (Москва, НИУ-ВШЭ); д.истор.н., проф. З.Х. Саралиева (Нижний Новгород, НИУ ННГУ им. Н.И. Лобачевского); д.социол.н., проф. В.В. Щербина (Москва, ИС РАН, РГГУ); д.социол.н, проф. В.Н. Щербина (Киев, ИК НАИУ).  Секция культурологии: д.филос.н., проф. О.Н. Астафьева (Москва, РАНХиГС); д.филос.н., доц. Т.В. Бернюкевич (Москва, МГСУ); д.п.н.., проф. Т.А. Дмитренко (Москва, МПГУ); д.филос.н., проф. И.И. Докучаев (Владивосток, ДФУ); д.п.н., проф. А.А. Передельский (Москва, РГУФКСМиТ); к.и.н. Л.С. Перепелкин (Москва, Ин-т востоковедения РАН); д.филол.н., проф. М.А. Пильгун (Москва, НИУ-ВШЭ); д.филос.н., профессор О.К. Румянцев (Москва, МГМСУ); д.филол.н., проф. М.В. Тлостанова (Швеция, Линчёпинг, Linkoping University).

## Конференции с участием журнала
- Существует ли гражданское общество в России? (недоступная ссылка) 20.12.2006, Москва (Россия)
- Провинция и столица: противостояние или сотрудничество? 22-24 мая 2006, Белгород (Россия)
- VIII Международные Лихачевские научные чтения (недоступная ссылка),[3] 22-23 мая 2008, Санкт-Петербургский гуманитарный университет профсоюзов, Санкт-Петербург (Россия)